# Joseph Raymond Windle
Joseph Raymond Windle (* 28. August 1917 in Ashdad, Ontario, Kanada; † 24. September 1997) war ein kanadischer Geistlicher und römisch-katholischer Bischof von Pembroke.

## Leben
Joseph Raymond Windle wurde am 16. Mai 1943 zum Priester der Diözese Pembroke in Kanada geweiht. Seine Berufung zum Weihbischof in Ottawa unter gleichzeitiger Ernennung zum Titularbischof von Uzita erhielt er am 15. November 1960. Erzbischof Marie-Joseph Lemieux  OP von Ottawa und die Mitkonsekratoren Bischof William Joseph Smith von Pembroke und Bischof Émilien Frenette von Saint-Jérôme weihten ihn am 18. Januar 1961 zum Bischof.
Am 23. Januar 1969 wurde er zum Koadjutorbischof von Pembroke ernannt und folgte in das Bischofsamt von Pembroke am 8. Februar 1971. Altersgemäß ging er zum 5. Mai 1993 in den Ruhestand und lebte bis zu seinem Tod am 24. September 1997 als emeritierter Bischof von Pembroke. 
Er war Konzilsvater an der zweiten bis dritten Sitzungsperiode des Zweiten Vatikanischen Konzils (1962–1965). Als Bischof war er Mitkonsekrator bei Auguste Delisle CSSp zum Bischof von Kabba in Nigeria, Francis John Spence zum Weihbischof im kanadischen Militärordinariat und James Matthew Wingle zum Bischof von Yarmouth in Kanada.